# Copa de Azerbaiyán 2022-23
La Copa de Azerbaiyán 2022-23 fue la 31.ª edición anual de la Copa de Azerbaiyán. El campeón recibió un cupo en la Liga Europa Conferencia de la UEFA 2023-24.

## Formato
En la competencia, los cuatro mejores equipos de la Primera División de Azerbaiyán 2021-22 se unieron a los 8 equipos de la Liga Premier de Azerbaiyán 2022-23. En la primera ronda no intervinieron los clubes participantes en la fase de grupos de las competiciones europeas 2022-23. La competencia se jugó del 22 de noviembre de 2022 al 3 de junio de 2023, con 8 equipos en la fase eliminatoria comenzando con los cuartos de final, seguido de las semifinales y la final. Esta edición se jugó a doble partido en los cuartos de final y semifinales, la final se jugó a partido único.

## Calendario
El sorteo de la Copa de Azerbaiyán 2022-23 se realizó a inicios de noviembre de 2022.
| Fase         | Ronda            | Ida                          | Vuelta                       |
| ------------ | ---------------- | ---------------------------- | ---------------------------- |
| Eliminatoria | Primera ronda    | 22 y 23 de noviembre de 2022 | 22 y 23 de noviembre de 2022 |
| Eliminatoria | Cuartos de final | 8–9 de diciembre de 2022     | 19–20 de diciembre de 2022   |
| Eliminatoria | Semifinales      | 18 de abril de 2023          | 26 de abril de 2023          |
| Eliminatoria | Final            | 3 de junio de 2023           | 3 de junio de 2023           |

## Primera ronda
Los partidos se jugaron el 22 y 23 de noviembre de 2022.
| Equipo 1  | Resultado | Equipo 2         |
| --------- | --------- | ---------------- |
| MOIK Bakú | 0–4       | Sabail           |
| Shamakhi  | 0–1       | Turan Tovuz      |
| Qäbälä    | 5–0       | Araz             |
| Käpäz     | 1–0       | Sumgayit         |
| Energetik | 0–2       | Zira             |
| Sabah     | 5–0       | Qaradağ Lökbatan |

## Cuadro de desarrollo
|  | Cuartos de final             | Cuartos de final             | Cuartos de final             | Cuartos de final             | Cuartos de final             |   |              | Semifinales               | Semifinales               | Semifinales               | Semifinales               | Semifinales               |  |              | Final              | Final              | Final              |  |
|  | 8 al 20 de diciembre de 2022 | 8 al 20 de diciembre de 2022 | 8 al 20 de diciembre de 2022 | 8 al 20 de diciembre de 2022 | 8 al 20 de diciembre de 2022 |   |              | 18 al 27 de abril de 2023 | 18 al 27 de abril de 2023 | 18 al 27 de abril de 2023 | 18 al 27 de abril de 2023 | 18 al 27 de abril de 2023 |  |              | 3 de junio de 2023 | 3 de junio de 2023 | 3 de junio de 2023 |  |
|  |                              |                              |                              |                              |                              |   |              |                           |                           |                           |                           |                           |  |              |                    |                    |                    |  |
|  |                              |                              |                              |                              |                              |   |              |                           |                           |                           |                           |                           |  |              |                    |                    |                    |  |
|  | Zira                         | Zira                         | 1                            | 1                            | 2                            |   |              |                           |                           |                           |                           |                           |  |              |                    |                    |                    |  |
|  | Zira                         | Zira                         | 1                            | 1                            | 2                            |   |              |                           |                           |                           |                           |                           |  |              |                    |                    |                    |  |
|  | Neftchi Bakú                 | Neftchi Bakú                 | 0                            | 3                            | 3                            |   |              |                           |                           |                           |                           |                           |  |              |                    |                    |                    |  |
|  | Neftchi Bakú                 | Neftchi Bakú                 | 0                            | 3                            | 3                            |   | Neftchi Bakú | Neftchi Bakú              | 0                         | 2                         | 2                         |                           |  |              |                    |                    |                    |  |
|  |                              |                              |                              |                              |                              |   | Neftchi Bakú | Neftchi Bakú              | 0                         | 2                         | 2                         |                           |  |              |                    |                    |                    |  |
|  |                              |                              | Turan Tovuz                  | Turan Tovuz                  | 1                            | 0 | 1            |                           |                           |                           |                           |                           |  |              |                    |                    |                    |  |
|  | Käpäz                        | Käpäz                        | Turan Tovuz                  | Turan Tovuz                  | 1                            | 0 | 1            | 1                         | 2                         | 3                         |                           |                           |  |              |                    |                    |                    |  |
|  | Käpäz                        | Käpäz                        |                              |                              |                              |   |              |                           |                           | 3                         |                           |                           |  |              |                    |                    |                    |  |
|  | Turan Tovuz                  | Turan Tovuz                  | 2                            | 2                            | 4                            |   |              |                           |                           |                           |                           |                           |  |              |                    |                    |                    |  |
|  | Turan Tovuz                  | Turan Tovuz                  | 2                            | 2                            | 4                            |   |              |                           |                           |                           |                           |                           |  | Neftchi Bakú | Neftchi Bakú       | 0                  |                    |  |
|  |                              |                              |                              |                              |                              |   |              |                           |                           |                           |                           |                           |  | Neftchi Bakú | Neftchi Bakú       | 0                  |                    |  |
|  |                              |                              | Qäbälä (t. s.)               | Qäbälä (t. s.)               | 1                            |   |              |                           |                           |                           |                           |                           |  |              |                    |                    |                    |  |
|  | Qarabağ                      | Qarabağ                      | Qäbälä (t. s.)               | Qäbälä (t. s.)               | 1                            | 2 | 0            | 2                         |                           |                           |                           |                           |  |              |                    |                    |                    |  |
|  | Qarabağ                      | Qarabağ                      |                              |                              |                              |   |              |                           |                           |                           |                           |                           |  |              |                    |                    |                    |  |
|  | Qäbälä                       | Qäbälä                       | 2                            | 1                            | 3                            |   |              |                           |                           |                           |                           |                           |  |              |                    |                    |                    |  |
|  | Qäbälä                       | Qäbälä                       | 2                            | 1                            | 3                            |   | Qäbälä       | Qäbälä                    | 3                         | 1                         | 4                         |                           |  |              |                    |                    |                    |  |
|  |                              |                              |                              |                              |                              |   | Qäbälä       | Qäbälä                    | 3                         | 1                         | 4                         |                           |  |              |                    |                    |                    |  |
|  |                              |                              | Sabail                       | Sabail                       | 2                            | 0 | 2            |                           |                           |                           |                           |                           |  |              |                    |                    |                    |  |
|  | Sabail                       | Sabail                       | Sabail                       | Sabail                       | 2                            | 0 | 2            | 3                         | 1                         | 4                         |                           |                           |  |              |                    |                    |                    |  |
|  | Sabail                       | Sabail                       |                              |                              |                              |   |              |                           |                           | 4                         |                           |                           |  |              |                    |                    |                    |  |
|  | Sabah                        | Sabah                        | 2                            | 0                            | 2                            |   |              |                           |                           |                           |                           |                           |  |              |                    |                    |                    |  |
|  | Sabah                        | Sabah                        | 2                            | 0                            | 2                            |   |              |                           |                           |                           |                           |                           |  |              |                    |                    |                    |  |
|  |                              |                              |                              |                              |                              |   |              |                           |                           |                           |                           |                           |  |              |                    |                    |                    |  |

## Cuartos de final
Los partidos se jugaron del 8 al 20 de diciembre de 2022.
| Equipo 1 | Agr. | Equipo 2     | Ida | Vuelta |
| -------- | ---- | ------------ | --- | ------ |
| Zira     | 2–3  | Neftchi Bakú | 1–0 | 1–3    |
| Qarabağ  | 2–3  | Qäbälä       | 2–2 | 0–1    |
| Käpäz    | 3–4  | Turan Tovuz  | 1–2 | 2–2    |
| Sabail   | 4–2  | Sabah        | 3–2 | 1–0    |

## Semifinales
Los partidos se jugaron entre el 18 y 27 de abril de 2023.
| Equipo 1     | Agr. | Equipo 2    | Ida | Vuelta |
| ------------ | ---- | ----------- | --- | ------ |
| Qäbälä       | 4–2  | Sabail      | 3–2 | 1–0    |
| Neftchi Bakú | 2–1  | Turan Tovuz | 0–1 | 2–0    |

## Final
La final se jugó el 3 de junio de 2023 en el Bakcell Arena.
| 3 de junio de 2023 | Neftchi Bakú | 0 – 1 (t. s.) | Qäbälä     | Bakcell Arena, Bakú          |                              |
| 18:00 (UTC+2)      |              | Reporte       | Alimi 102' | Árbitro(s): Inqilab Mammadov | Árbitro(s): Inqilab Mammadov |

|                           |
| Bandera de Azerbaiyán     |
| Campeón Qäbälä 2.º título |